# メタモーフォシス
『メタモーフォシス』(Metamorphosis)は、1975年にリリースされたローリング・ストーンズのコンピレーション・アルバム。発売元はアブコ・レコード。プロデューサーはアンドリュー・ルーグ・オールダムおよびジミー・ミラー。全米8位、全英45位を記録。

## 解説
バンドのデッカ・レコード在籍時代（1970年まで）の未発表音源を収録している。バンドのプライベートレーベルであるローリング・ストーンズ・レコードからリリースされたベスト・アルバム『メイド・イン・ザ・シェイド』と同日に発売されたが、これはアブコの代表者でストーンズのデッカ時代の楽曲の著作権を握っていたアラン・クレインの戦略によるものである。本作に収録されているものは全てブライアン・ジョーンズ、そしてミック・テイラーがバンドに在籍していた時代の楽曲だが、そのためかジャケットに描かれたイラストにはジョーンズとテイラーが一緒に収まっている。ジョーンズ期とテイラー期の楽曲を同時収録した編集盤は多数存在するが、2人が同一のジャケットに写っているストーンズの公式作品は、他には1977年に同じくアブコから発表された『30 Greatest Hits』（日本では『偉大なる軌跡』の邦題で発表）しかなく、極めて珍しい。 ライナーノーツはデビュー時から1967年までバンドのマネージャー兼サウンドプロデューサーを務めたアンドリュー・オールダムによる。
本作からの先行シングルとして、「アイ・ドント・ノウ・ホワイ／トライ・ア・リトル・ハーダー」（全米42位）が、そしてリカットシングルとして「アウト・オブ・タイム／ジャイヴィング・シスター・ファニー」（全英45位、全米81位）がリリースされている。なお、アメリカでは「スティック・イン・ユア・マインド」と「ウィーアー・ウェイスティン・タイム」の2曲が削除され、全14曲となっていた。

## リイシュー
本作は1980年代にLP盤が生産終了となってから長らく未CD化のままであったが、2002年、アブコからデッカ時代のストーンズのアルバム22作がリマスターされてハイブリッドSACDとして再発されたのに伴い、本作も再発されることになった。収録曲も全世界共通でUKオリジナル版どおりの全16曲収録となった。ただし、厳密にはシングルリリースされた上記4曲は、1989年のコンピレーション・アルバム『シングル・コレクション (ザ・ロンドン・イヤーズ)』に収録済みであるため、このリイシューで初CD化となるのはそれ以外の12曲ということになる。

## 収録曲
- ※各曲のデータの出典は2002年リイシューSACD（日本版）の越谷政義による解説より
- ※特記なき限り、作詞・作曲はジャガー/リチャーズ

### SIDE A
1. アウト・オブ・タイム - Out of Time 3:22
  - 1966年4月27日から30日にかけて収録。オリジナルは1966年のアルバム『アフターマス』に収録されているが、ここに収録されたものはクリス・ファーロウがカバーしたバージョンのバッキングトラックに、ミック・ジャガーのボーカルを乗せたデモ・バージョンである。
2. ドント・ライ・トゥ・ミー - Don't Lie to Me 2:00
  - 1964年6月11日、シカゴ、チェス・スタジオにて収録。作者クレジットは「ジャガー/リチャーズ」となっているが、オリジナルはアメリカのブルース・ギタリストのタンパ・レッドが1940年に録音したもの。
3. スティック・イン・ユア・マインド - Some Things Just Stick in Your Mind 2:25
  - 1964年6月29日から7月7日にかけて、ロンドン、リージェント・サウンド・スタジオおよびデッカ・スタジオにて収録。ストーンズ&アンドリュー・オールダム・オーケストラとして録音されたもので、ビル・ワイマンおよびチャーリー・ワッツは不参加。
4. 来る日も来る日も - Each and Everyday of the Year 2:48
  - 1964年8月31日から9月4日にかけて、リージェント・サウンド・スタジオおよびデッカ・スタジオにて収録。アメリカの歌手、ボビー・ジェイムソンに提供した曲のデモ・バージョン。
5. ハート・オブ・ストーン - Heart of Stone 3:47
  - 1964年7月21日から23日にかけて、リージェント・サウンド・スタジオにて収録。ストーンズのイギリスでの5枚目のシングルとしてリリースされた曲の初期バージョンで、このバージョンにはジャガー以外のストーンズのメンバーは参加していない。
6. かたくなの心 - I'd Much Rather Be with the Boys (Oldham/Richards) 2:11
  - 1965年2月、デッカ・スタジオにて録音。ストーンズの楽曲で唯一のキース・リチャーズとアンドリュー・オールダムの共作。ザ・タゲリ・ファイヴへの提供曲のデモ・バージョン。
7. めざめぬ街 - (Walkin' Thru The) Sleepy City 2:51
  - #4と同日に収録。ザ・マイティ・アヴェンジャーへの提供曲のデモ・バージョン。
8. ウィーアー・ウェイスティン・タイム - We're Wastin' Time 2:42
  - #4、#7と同日に収録。ジミー・ターバックへの提供曲のデモ・バージョン。
9. トライ・ア・リトル・ハーダー - Try a Little Harder 2:17
  - #3と同日に収録。

### SIDE B
1. アイ・ドント・ノウ・ホワイ - I Don't Know Why (Stevie Wonder/Paul Riser/Don Hunter/Lula Hardaway) 3:01
  - 1969年6月30日頃にロンドン、オリンピック・スタジオにて収録。ストーンズに加入したばかりのミック・テイラーも参加。スティーヴィー・ワンダーのカバーだが、リリース時のクレジットは「ジャガー/リチャーズ/テイラー」と誤記された。
2. イフ・ユー・レット・ミー - If You Let Me 3:17
  - 1966年8月31日から9月2日にかけて収録。
3. ジャイヴィング・シスター・ファニー - Jiving Sister Fanny 2:45
  - 1969年5月24から7月2日にかけてのオリンピック・スタジオにおけるセッションの中で収録。テイラーも参加。
4. ダウンタウン・スージー - Downtown Suzie (Bill Wyman) 3:52
  - 1969年4月23日、オリンピック・スタジオにて収録。「イン・アナザー・ランド」（1967年のアルバム『サタニック・マジェスティーズ』収録）と並び、ワイマンが作者としてクレジットされている曲。
5. ファミリー - Family 4:05
  - 1968年5月、オリンピック・スタジオにて収録。
6. メモ・フロム・ターナー - Memo from Turner 2:45
  - 1968年11月17日、オリンピック・スタジオにて収録。ジャガー主演の映画『青春の罠』（1970年）の劇中歌で、同映画のサウンドトラック収録のバージョンはジャガー単独名義でシングルリリースされ、全英32位を記録しているが、ここに収録されたバージョンはストーンズ名義で録音されたものである。
7. アイム・ゴーイン・ダウン - I'm Going Down 2:52
  - 1970年7月14日から15日にかけて、オリンピック・スタジオにて収録。

## レコーディング
ローリング・ストーンズ
- ミック・ジャガー - リード・ボーカル
- キース・リチャーズ - ギター、バッキング・ボーカル
- ブライアン・ジョーンズ - ギター
- ビル・ワイマン - ベース、バッキング・ボーカル（#13）
- チャーリー・ワッツ - ドラムス
- ミック・テイラー - ギター、ベース（#16）

ゲストミュージシャン
- ジミー・ペイジ - ギター（#1、#3、#4、#5?）、ベース（#3、#4?）
- ジョン・マクラフリン - ギター（#3、#4、#5、#6）
- ジョー・モレッティ - ギター（#1、#3、#4、#6）
- ライ・クーダー - ギター（#13）
- アル・クーパー - ギター（#15）
- エリック・フォード - ベース（#1）
- ジョン・ポール・ジョーンズ - ベース（#4?）
- イアン・スチュワート - ピアノ（#10）、オルガン（#11）
- ニッキー・ホプキンス - ピアノ（#14）、エレクトリックピアノ（#12）
- レグ・ゲスト - ピアノ（#1）
- ヴィク・ステフェンス - ピアノ（#2）
- アンディ・ホワイト - ドラムス（#1、#3、#4、#6）
- スティーヴ・グレゴリー、バド・ビードル - ホーン・セクション（#10）
- ボビー・キーズ - サックス（#16）
- ロッキー・ディジョン - パーカッション（#16）
- ジミー・ミラー - パーカッション（#13、#14）、バッキング・ボーカル（#13）

スタッフ
- アンドリュー・オールダム - プロデューサー、ライナーノーツ
- ジミー・ミラー - プロデューサー
- アル・ステックラー - 企画、編纂、アート・ディレクション
- リチャード・ロス - アート・ディレクション
- リンダ・ガイモン - グラフィック
- グレン・ロス - デザイン・コンセプト